# Великий Прокоп
45°38′ пн. ш. 16°50′ сх. д. / 45.63° пн. ш. 16.84° сх. д.
Великий Прокоп (хорв. Veliki Prokop) — населений пункт у Хорватії, у Б'єловарсько-Білогорській жупанії у складі міста Гарешниця.

## Населення
Населення за даними перепису 2011 року становило 48 осіб.
Динаміка чисельності населення поселення: